# バイア・ブランカ (曲)
バイア・ブランカ（Bahía Blanca）とは、カルロス・ディ・サルリの作曲のタンゴ。

## 概要
1940年代頃発表の曲。アルゼンチンの地方都市バイア・ブランカ出身の作曲家カルロス・ディ・サルリが、故郷を想い曲にしたと言われ、彼の作曲した曲の中で、一番有名である。
歌詞はついていない。ただし、タンゴダンスの曲として、選択されていることもある。
YouTubeで、いくつか関連動画がアップロードされている。